# Folk Heritage Museum Kawajangsa
Das Folk Heritage Museum Kawajangsa (Phelchey Toenkhyim) ist ein Museum in Thimphu, Thimphu District, Bhutan.

## Geschichte
Das Museum wurde am 28. Juli 2001 auf Initiative der Königinmutter Ashi Dorji Wangmo Wangchuck eröffnet.

## Architektur
Das Museum befindet sich in einem 3-stöckigen traditionellen Haus aus dem 19. Jahrhundert in Holzbauweise mit gestampftem Lehm. Zum Gelände gehört ein Reisfeld, Weizen- und Hirsefelder, eine Wassermühle, Küchengarten und ein Bad mit heißen Steinen. Das Erdgeschoss ist als Scheune gebaut, das erste Obergeschoss ist als Sicherungslager und das oberste Geschoss als Wohn- und Speiseraum eingerichtet.

## Ausstellungen
Das Museum zeigt verschiedene Artefakte von Kultur und Lebensweise in Bhutan. Die Ausstellung beinhaltet Artefakte, Geräte, Objekte und Werkzeuge der ländlichen Haushalte. Regelmäßig werden Veranstaltungen für Kinder und Bildung, sowie Kulturdabietungen angeboten. Regelmäßig werden auch festliche Essen veranstaltet.